# Narumi Tamura
Narumi Tamura (1997) es una deportista japonesa que compite en gimnasia en la modalidad de trampolín.
Ganó tres medallas en el Campeonato Mundial de Gimnasia en Trampolín, en los años 2021 y 2022.

## Palmarés internacional
| Campeonato Mundial | Campeonato Mundial | Campeonato Mundial | Campeonato Mundial |
| Año                | Lugar              | Medalla            | Prueba             |
| ------------------ | ------------------ | ------------------ | ------------------ |
| 2021               | Bakú (Azerbaiyán)  | Medalla de oro     | Equipo             |
| 2021               | Bakú (Azerbaiyán)  | Medalla de plata   | Sincronizado       |
| 2022               | Sofía (Bulgaria)   | Medalla de bronce  | Equipo             |